# J. R. Herzog
J. R. Herzog war ab Mitte des 19. Jahrhunderts in Leipzig eine Großbuchbinderei, die sich vor allem durch aufwändig gestaltete Bucheinbände einen Namen machte und als „Vorkämpfer der modernen Buchbinderei“ in Deutschland gilt.

## Geschichte

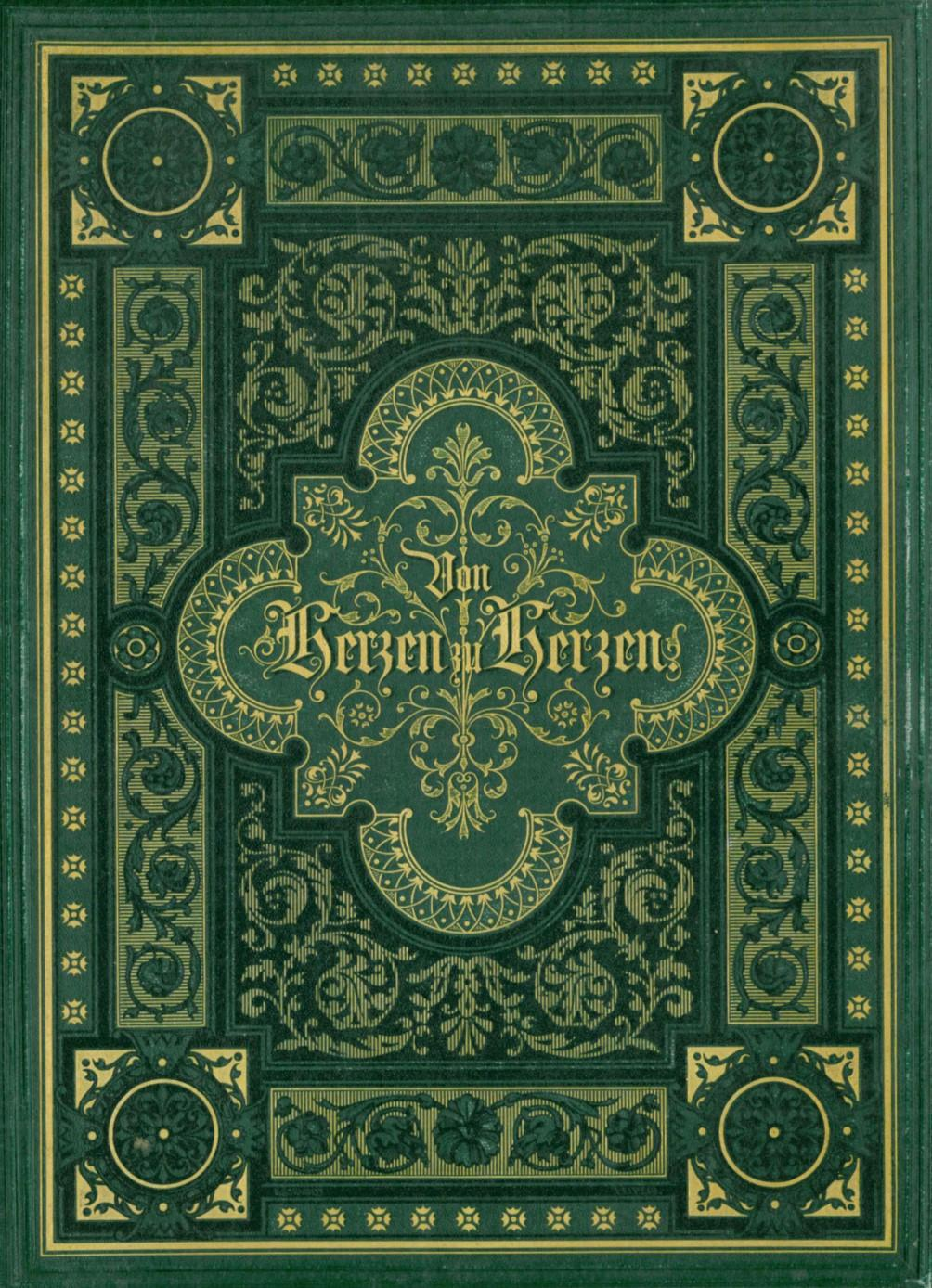
Um 1880: Von Herzen zu Herzen. Ein Blüthenstrauß Deutscher Kunst und Dichtung; mit Gold-, Schwarz- und Blindprägung sowie Goldschnitt von J. J. R. Herzog hergestelltes Album mit montierten Fotografien; bei Hanfstaengl in München vertrieben

Das Unternehmen wurde 1852 gegründet und führte – ähnlich wie die Gravieranstalt R. Gerhold – dekorativere Buchdeckel ein. Ab 1869 wurde die Firma auf einem eigenen Grundstück eingerichtet.
Ende der 1870er Jahre beschäftigte die Firma rund 130 Arbeiter und besaß mehr als 50 Maschinen, darunter 22 mit Dampf betriebene. Einige davon waren speziell nach den Angaben des Firmeninhabers konstruiert oder verbessert worden. Für die eigene Produktion setzte Herzog zwei aus Amerika importierte Heftmaschinen ein.
Nach knapp drei Jahrzehnten setzte das Unternehmen zur Herstellung von Prachtbänden und Alben, aber auch Massenauflagen, Blattgold, Pappen, Caliko, Leder, Zwirn, Zeichen- und Kapitalbänder und bis zu 5 Tonnen Leim ein und verwandte dafür jährlich rund 250.000 Mark.
1879 stellte J. R. Herzog auf der Kantate-Ausstellung der Buchhändler in Leipzig „die ersten in Deutschland drahtgehefteten Bücher“ vor.
1888 erwarb die Buchbinderei H. Sperling, deren Geschäftsräume in der Eilenburgerstraße einem Brand zum Opfer gefallen war, die Firma „Buchbinderei J. R. Herzog Leipzig“ und wurde dadurch „zur größten Buchbinderei Deutschlands“.
Im Folgejahr 1889 starb J. R. Herzog, der bis kurz vor seinem Tod der Buchbinder-Innung zu Leipzig angehörte. Er hinterließ ein großes Vermögen und „bedachte seine Arbeiter mit reichen Legaten.“
Ende des 19. Jahrhunderts firmierten die beiden zusammenarbeitenden Unternehmen unter der Adresse Täubchenweg 3 als H. Sperling & J. R. Herzog, „Buchbinderei in einem Betrieb“, beziehungsweise als „Herzog-Sperlings’sche Buchbinderei.“

## Provenienzforschung

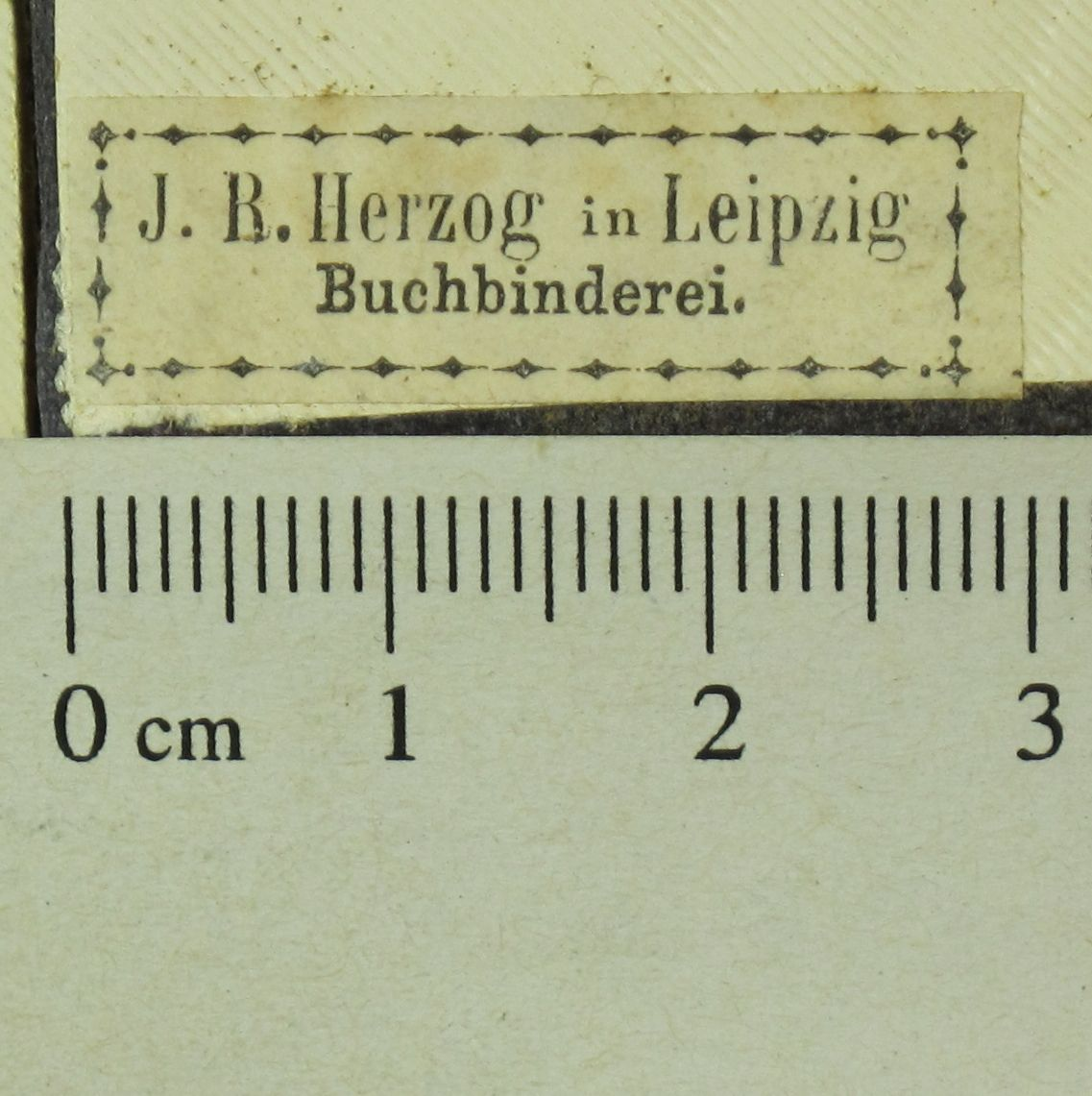
Beispiel für eine der Etiketten des Unternehmens; für die Provenienzforschung fotografiert in der Staatsbibliothek zu Berlin – Preußischer Kulturbesitz

Für die Provenienzforschung der im Gemeinsamen Bibliotheksverbund (GBV) zusammenarbeitenden Bibliotheken werden insbesondere die Merkmale der verschiedenen Etiketten des Unternehmens beachtet.

## Schriften (Auswahl)
- Ludwig Brade (Verf.), J. R. Herzog (Bearb.): Illustrirtes Buchbinderbuch. Unterweisung in allen Arbeiten des Buchbinders auf Grund der neuesten deutschen, englischen und französischen Fortschritte in diesem Fache; vornehmlich in Bezug auf Anwendung der neuesten Maschinen u.s.w. beim Klein- und Grossgeschäftsbetrieb, bei der Einbandherstellung, bei Portefeuille- und Cartonnage-Arbeiten, u.s.w. Nebst einer Anleitung zur Aufstellung von Preisen (Kalkulationen). Ausführung von schriftlichen Arbeiten sowie zur Buchführung (= Otto Spamers Bibliothek des Wissenswürdigsten aus der technischen Chemie und Gewerbskunde, Serie 2). Zweite, gänzlich umgearbeitete Auflage. Otto Spamer, Leipzig 1868
  - Neuausgabe Berlin/Heidelberg: Springer Verlag, [o. D.], ISBN 978-3-662-35173-4 und ISBN 978-3-662-34843-7.